# John Skelton

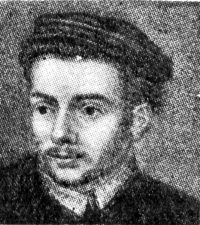
John Skelton

John Skelton (ur. ok. 1460, zm. 21 czerwca 1529) – angielski poeta, humanista i wychowawca późniejszego króla Henryka VIII.
Był Poetą Laureatem uniwersytetów Oksfordzkiego i Cambridge. Od 1498 był duchownym. Zasłynął jako autor popularnych w XVI wieku moralitetów (Magnyficence 1516) i poematów satyrycznych, w których ośmieszał sfery dworskie, świeckie i kościelne. Humorem i plastyką opisu wyróżnia się też jego poemat o londyńskiej piwiarni The Tunning of Elinor Rumming (1520).
Pisał wiersze w charakterystyczny sposób, używając krótkich, rymowanych wersów. Ten styl nazwano później od jego nazwiska skeltonicznym. Do najbardziej znanych wierszy zalicza się The Book of Phillip Sparrow.